# 衛生材料

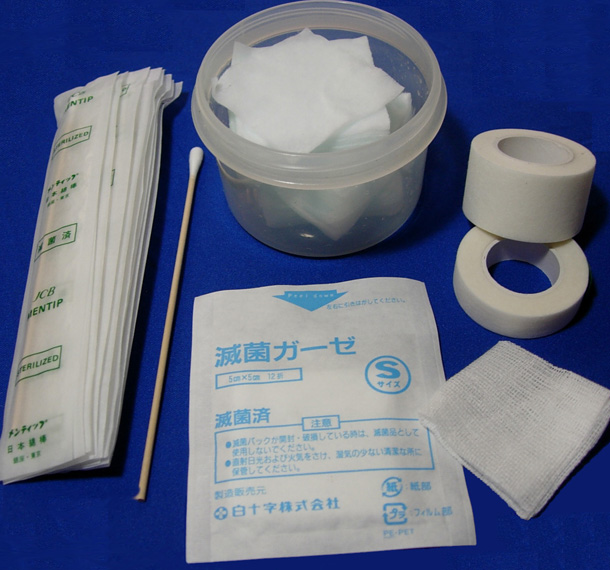
代表的な衛生材料

衛生材料（えいせいざいりょう）とは､医療・介護など健康に関わる目的で製造・使用される､主に使い捨て（ディスポーザブル）の資器材である。
代表的なものとして、以下のようなものがある。
- ガーゼ
- 脱脂綿、アルコール綿、綿棒
- 包帯
- マスク
- 手袋
- 絆創膏、サージカルテープ

医療・介護用として販売されているもので、パッケージが開封されていないものは、一般的な意味で清潔といえるが、特に断りがなければ製造段階で滅菌されているわけではない。滅菌ずみの製品は、「滅菌ガーゼ」などと明示されている。なお、医療機関によっては、滅菌されていない製品を独自に滅菌して使用している場合もある。
介護の分野では使い捨てのエプロンやベッドパッドなども衛生材料として頻繁に使用される。また､コンドームを衛生材料と呼ぶこともある。

## 主要メーカー
- 白十字
- 興和
- 川本産業
- ニチバン
- 阿蘇製薬
- リバテープ製薬
- ジョンソン・エンド・ジョンソン
- ハクゾウ
- スズラン
- イワツキ
- オオサキメディカル